# Asura distributa
Asura distributa là một loài bướm đêm thuộc phân họ Arctiinae, họ Erebidae.